# Albalact
Albalact a fost o companie românească înființată în 1971 sub denumirea de Întreprinderea de Industrializare a Laptelui Alba.
Compania a fost privatizată în anul 1999 prin licitație publică deschisă devenind privată apoi 100%.
Principalii acționari ai Albalact sunt Petru Ciurtin, cu 31,7% din capital, Raul Ciurtin, cu 16,21%, și fondul de investiții RC2 Limited, care deține 24,98% din acțiuni.
În anul 2012, compania Albalact se afla între primii cinci jucători de pe piața națională a lactatelor.
În ianuarie 2016 pachetul majoritar de acțiuni al  Albalact a fost cumpărat de Lactalis devenind parte a acestei corporații.
Albalact produce peste 60 de sortimente de lactate, sub mărcile Fulga, Zuzu, Albalact, Poiana Florilor și Frupt..
În octombrie 2008, compania era al patrulea jucător de pe piața lactatelor din România, având o cotă de 19% din piața de lactate proaspete.
Tot în 2008, compania a cumpărat circa 77% din acțiunile Rarăul Câmpulung Moldovenesc, intrând astfel pe segmentul brânzeturilor.
Albalact a relocat în toamna anului 2008 întreaga producție de lactate în noua fabrică de la Oiejdea, care a presupus o investiție de peste 17 milioane de euro.
În 2011, pe locul fostei fabrici Albalact a fost ridicat un magazin Dedeman.
Număr de angajați:
- 2014: 800 [7]
- 2010: 500 [8]
- 2008: 500 [1]

Cifra de afaceri:
- 2013: 100 milioane euro [9]
- 2012: 343.844.878 lei [9]
- 2010: 61 milioane euro[8]
- 2008: 51,7 milioane euro[10]
- 2007: 42,3 milioane euro[11]
- 2006: 29 milioane euro[12]
- 2005: 16,8 milioane euro[12]

Profit net:
- 2007: 914.000 euro[11]
- 2006: 1,7 milioane euro[12][11]
- 2005: 850.700 euro[12]